# 高弼 (前燕)
高 弼（こう ひつ、生没年不詳）は、五胡十六国時代の前燕の人物。遼東郡の出身。

## 生涯
前燕に仕え、呉王慕容垂の典書令に任じられていた。
358年12月、皇后可足渾氏は慕容垂の妻の段夫人を陥れようと中常侍涅皓に命じて、高弼と段夫人が巫蠱を行ったと偽りの罪で投獄した。高弼と段夫人の志気は衰えず、拷問に屈することはなかった。二人は罪を認めず、そのため慕容垂は罪を免れた。高弼は出獄できたものの、段夫人は獄死した。
郎中令に任じられた。
369年11月、車騎大将軍慕容垂は太傅慕容評・皇太后可足渾氏から粛清されるとして、前燕からの出奔を決意した。高弼・段夫人・慕容垂の世子慕容令・子の慕容宝・慕容農・慕容隆・元太宰慕容楷・舅の蘭建とともに前秦へ出奔した。
370年11月、前燕は滅び、慕容垂は前秦の天王苻堅とともに鄴に入った。慕容垂はかつての前燕の公卿・大夫・吏僚らに会い、怒りで表情を強張らせていた。高弼は「大王（慕容垂）は命世の英傑であり、嘘偽りなくとも不運に遭い、悩み苦しんだ末、外国に身を隠し、そこでもまた艱難に遭われました。天が開かれた喜ばしい会合で神々はしばらく移り、ここから大いなる飛翔の始まり、龍に変わる初まりとして、慈悲深く慰めていくことを切に願います。今、国家（前燕）が滅んだといえども、国家を興すことが出来ないと言えましょうか！昔からの習わしを踏襲しても、必ず『綱呑舟の魚を漏らす』ことになります。大器を養い、遺臣やその末裔を幅広く集め、その心を慰め、結びつけることは九仞の功を成すための一簣の基のようになのに、どうして一時の怒りで棄ててしまうのですか？このような行為は大王が取るべきではありません」と諌めた。慕容垂はこの言を悦び、深く心に止めて従った。
これ以後の事績は、史書に記されていない。